# Шамбо (Айова)
Шамбо (англ. Shambaugh) — місто (англ. city) в США, в окрузі Пейдж штату Айова. Населення — 159 осіб (2020).

## Географія
Шамбо розташоване за координатами 40°39′27″ пн. ш. 95°2′7″ зх. д. / 40.65750° пн. ш. 95.03528° зх. д. (40.657475, -95.035247).  За даними Бюро перепису населення США в 2010 році місто мало площу 0,94 км², уся площа — суходіл.

## Демографія
Згідно з переписом 2010 року, у місті мешкала 191 особа в 80 домогосподарствах у складі 50 родин. Густота населення становила 202 особи/км².  Було 90 помешкань (95/км²).
Расовий склад населення:
| - 100,0 % — білих |

До двох чи більше рас належало 0,0 %. Частка іспаномовних становила 1,6 % від усіх жителів.
За віковим діапазоном населення розподілялося таким чином: 26,2 % — особи молодші 18 років, 52,3 % — особи у віці 18—64 років, 21,5 % — особи у віці 65 років та старші. Медіана віку мешканця становила 44,5 року. На 100 осіб жіночої статі у місті припадало 101,1 чоловіків;  на 100 жінок у віці від 18 років та старших — 110,4 чоловіків також старших 18 років.
Середній дохід на одне домашнє господарство  становив 47 610 доларів США (медіана — 41 875), а середній дохід на одну сім'ю — 58 212 долари (медіана — 54 375). Медіана доходів становила 43 125 доларів для чоловіків та 36 500 доларів для жінок. За межею бідності перебувало 16,9 % осіб, у тому числі 29,0 % дітей у віці до 18 років та 7,7 % осіб у віці 65 років та старших.
Цивільне працевлаштоване населення становило 93 особи. Основні галузі зайнятості: виробництво — 39,8 %, роздрібна торгівля — 14,0 %, освіта, охорона здоров'я та соціальна допомога — 9,7 %, мистецтво, розваги та відпочинок — 6,5 %.